# Kolko
Kolko är en ö i kommundelen Iniö i Finland.